# AP Геркулеса
AP Геркулеса (лат. AP Herculis), HD 229680 — двойная звезда в созвездии Геркулеса на расстоянии (вычисленном из значения параллакса) приблизительно 9512 световых лет (около 2916 парсек) от Солнца. Видимая звёздная величина звезды — от +11,18m до +10,19m.

## Характеристики
Первый компонент — жёлто-белая пульсирующая переменная звезда типа W Девы (CWA) спектрального класса F2Ib-II-G0, или F2Ib-II, или F2-G0*, или F5Ib-II, или G0. Масса — около 4,68 солнечной, радиус — около 27,359 солнечного, светимость — около 452,599 солнечной. Эффективная температура — около 4550 K.
Второй компонент — красный карлик спектрального класса M. Масса — около 157,4 юпитерианской (0,1503 солнечной). Удалён в среднем на 2,502 а.е..